# It's Pony
It's Pony é uma série de animação britânica criada por Ant Blades. É um storyboard, projetado e animado pela Blue-Zoo Animation e estreou na Nickelodeon nos Estados Unidos em 18 de janeiro de 2020. Em 9 de julho de 2020, a série foi renovada para uma segunda temporada de 20 episódios.

## Enredo
It's Pony segue a vida de Annie enquanto ela faz o seu melhor para lidar na fazenda de seus pais (localizada na varanda de seu apartamento) às lutas diárias de ser uma criança de 9 anos na cidade. Felizmente, ela tem um pônei. Ele pode não ser o melhor pônei, mas é dela e ela o ama. Pony também a adora, mas seu otimismo e entusiasmo costumam levar os dois a situações inesperadas e indesejadas.

## Personagens
- Annie (dublado por Jessica DiCicco)[2]
- Pony (dublado por Josh Zuckerman)[2]
- Pai (dublado por Abe Benrubi)[2]
- Mãe (dublado por India de Beaufort)[2]

- Fred (dublado por Kal Penn)[3]
- Brian (dublado por Bobby Moynihan)[3]
- Sra. Ramiro (dublado por Rosario Dawson)[3]
- Sr. Pancks (dublado por Mark Feuerstein)[3]
- Beatrice (dublado por Megan Hilty)[3]

## Produção
A série se originou de um curta intitulado Pony, criado como parte do programa anual de curtas de animação da Nickelodeon. Em 6 de março de 2018, foi anunciado que a Nickelodeon oficialmente iluminou a série com um pedido de 20 episódios na apresentação inicial da Nickelodeon em 2018. Em 9 de dezembro de 2019, foi anunciado que a série iria estrear em 18 de janeiro de 2020, com um teaser lançado online em 26 de dezembro de 2019.
Em 9 de julho de 2020, a série foi renovada para uma segunda temporada de 20 episódios, com estreia marcada para o início de 2021.